# Brug 473
Brug 473 is een vaste brug in Amsterdam-Noord.
Deze voet- en fietsbrug overspant een plaatselijke afwateringstocht. Ze vormt daarbij in het verlengde van de Stierstraat de verbinding tussen de straten Melkweg en Dierenriem in de Sterrenbuurt. Melkweg kreeg al in 1929 haar naam, Dierenriem in 1957. De brug werd ongeveer tegelijk aangelegd met de straat Dierenriem.
In 1957 waren er al modelwoningen ingericht voor de toen nieuwe wijk ontworpen door Frans van Gool. Op de kaart van de rampbestrijding van de overstroming van 15 januari 1960 is de brug al aangegeven. De brug stond toen onder water. De brug is ontworpen door de Dienst der Publieke Werken waar toen Dick Slebos en Dirk Sterenberg verantwoordelijk waren voor de bruggen.
Deze brug is echter ontworpen door hun veel minder bekende collega Cornelis Johannes Henke. Hij kwam met een ontwerp, dat toen in Amsterdam veelvuldig werd toegepast. Er kwamen houten funderingspalen waarop betonnen en gemetselde landhoofden met een overspanning van gewapend wit beton met een lengte van 6,33 meter. De metalen balustrades van de brug werden geleverd in het Amsterdamse standaardblauw. De brug heeft een heel licht welvend wegdek. De bruggen 474, 475 en 476 uit hetzelfde jaar hebben dezelfde constructie, brug 1755 die daartussen ligt heeft een heel andere constructie, want zij dateert van later datum.
Ten zuidoosten van de brug verrees rond 1964 de 'Coenflat', een destijds hoge flat in vergelijking met de omliggende laagbouw van arbeiderswoningen. Deze flat was toen een blikvanger, maar werd een enkele jaren later qua massiviteit overschaduwd door de Molenwijkflats van K. Geerts. Direct ten zuidoosten van de brug en noordoosten van Dierenriem lag jarenlang een klein plantsoen. Dat werd van 1994 tot 1997 volgebouwd en kreeg de straatnaam Virgohof.

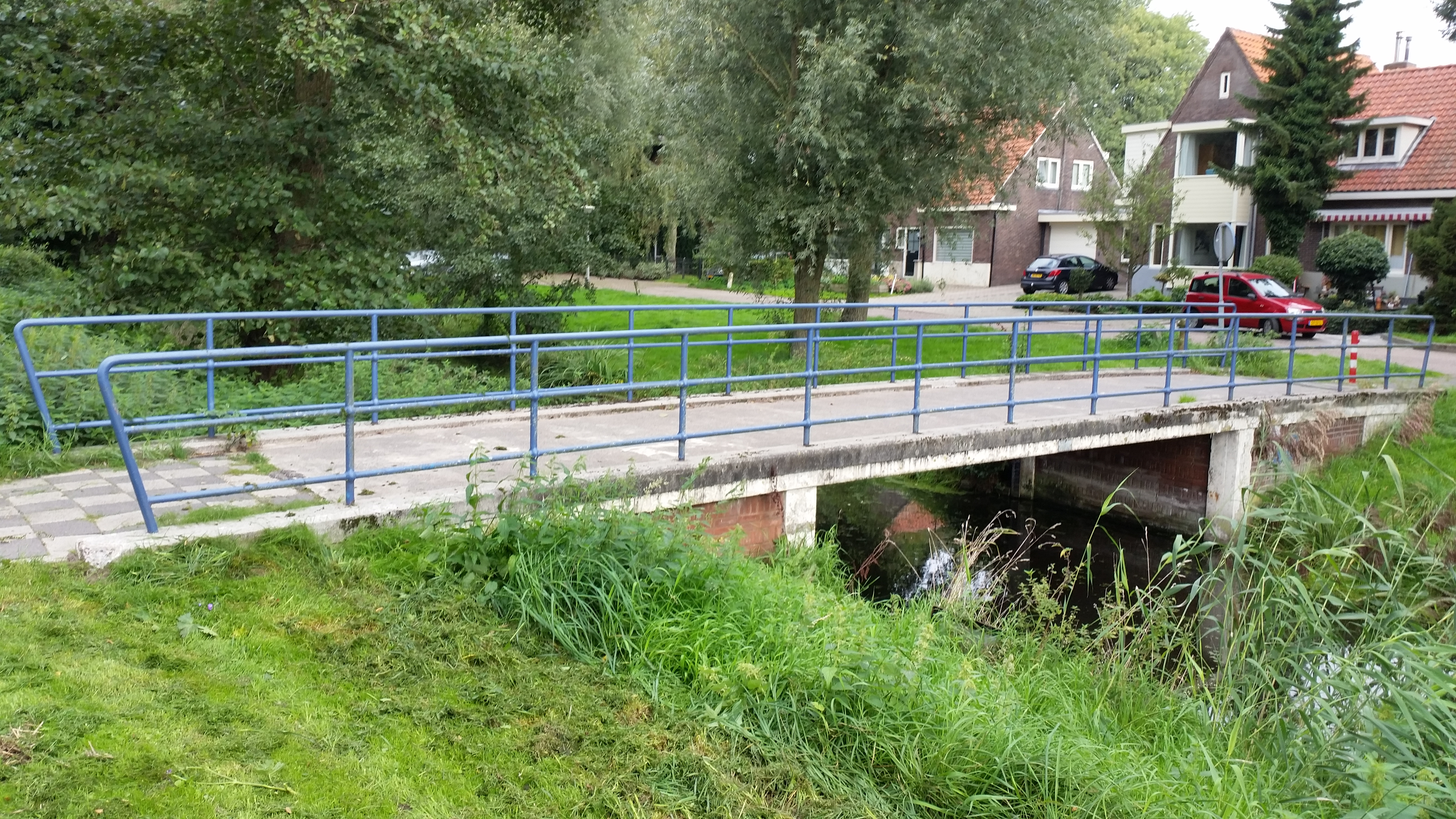
Zijaanzicht van brug 473 (september 2018)
Op de achtergrond Melkweg

<<< · 400 · 401 · 402 · 403 · 404 · 405 · 406 · 407 · 408 · 409 · 410 · 411 · 413 · 414 · 415 · 416 · 417 · 418 · 419 · 420 · 421 · 422 · 423 · 424 · 425 · 427 · 429 · 430 · 431 · 432 · 433 · 434 · 435 · 436 · 437 · 438 · 439 · 440 · 441 · 442 · 443 · 444 · 445 · 446 · 447 · 448 · 449 · 450 · 451 · 452 · 453 · 454 · 455 · 456 · 457 · 458 · 459 · 460 · 461 · 462 · 463 · 464 · 465 · 466 · 469 · 470 · 471 · 472 · 473 · 474 · 475 · 476 · 478 · 479 · 480 · 482 · 483 · 485 · 486 · 487 · 488 · 489 · 490 · 491 · 492 · 493 · 494 · 495 · 496 · 497 · 499 · >>>
Brugnummers 412, 426, 428, 467, 468, 477, 481, 484 en 498 zijn niet (meer) vergeven.